# ミネソタ民主農民労働党
ミネソタ民主農民労働党（ミネソタみんしゅのうみんろうどうとう、Minnesota Democratic–Farmer–Labor Party）は、アメリカ合衆国ミネソタ州の政党。民主党の傘下組織。事実上の民主党ミネソタ州支部にすぎないが、民主党とは異なる政党名を称している。略称はDFL。

## 党史
1944年4月15日、ミネソタ民主党とミネソタ農民労働党の合併によって設立される。ミネソタ農民労働党党首だったエルマー・ベンソンが初代党首に就任した。
1954年、オーヴィル・L・フリーマンがDFL党員として初めてミネソタ州知事に選出される。1964年大統領選挙ではミネソタ州選出連邦上院議員ヒューバート・H・ハンフリーが民主党副大統領候補に選出された。1968年大統領選挙でハンフリーが民主党大統領候補に指名された際には、同じくDFL党員であった連邦上院議員ユージーン・マッカーシーとのあいだで論争が巻き起こった。
1976年大統領選挙ではウォルター・モンデールが副大統領に選出され、史上2人目となるDFL出身の副大統領が誕生した。2002年、進歩主義ポピュリズムの象徴的存在だった連邦上院議員ポール・ウェルストーンが選挙運動中に飛行機事故で死去した際には、政界を離れていたモンデールがピンチヒッターとして駆り出されたものの当選はならなかった。

## 党勢
1990年の選挙で敗北して以来、ミネソタ州知事選挙では共和党候補や独立系候補の後塵を拝してきたが、2011年に元連邦上院議員のマーク・デイトンが約20年ぶりに民主党候補として知事選を制した。デイトンの後任を決める2018年の知事選でも、穏健派の民主党員とされる連邦下院議員ティム・ウォルツが当選を果たした。
2008年以来、ミネソタ州における連邦上院の議席はすべて民主党所属議員が独占している。2018年の連邦下院議員選挙では全8議席中5議席を獲得し、ミネソタ州における連邦下院議員議席数で第一党となった。
2019年10月現在、州議会上院では全67議席中32議席、州議会下院では全134議席中75議席を占めている。

## 著名な党員

### ミネソタ州知事
| 氏名                               | 在任期間        | 備考                                            |
| ---------------------------------- | --------------- | ----------------------------------------------- |
| オーヴィル・ロスロップ・フリーマン | 1954年 - 1961年 | 第16代アメリカ合衆国農務長官（1961年 - 1969年） |
| マーク・デイトン                   | 2011年 - 2019年 | アメリカ合衆国上院議員（2001年 - 2007年）       |
| ティム・ウォルツ                   | 2019年 -        | アメリカ合衆国下院議員（2007年 - 2019年）       |

### 連邦上院議員
| 氏名                        | 在任期間                        | 備考                                                                               |
| --------------------------- | ------------------------------- | ---------------------------------------------------------------------------------- |
| ヒューバート・H・ハンフリー | 1949年 - 1964年 1971年 - 1978年 | 第38代アメリカ合衆国副大統領（1965年 - 1969年） アメリカ合衆国大統領候補（1968年） |
| ユージーン・マッカーシー    | 1959年 - 1971年                 | アメリカ合衆国下院議員（1949年 - 1959年）                                          |
| ウォルター・モンデール      | 1964年 - 1976年                 | 第44代アメリカ合衆国副大統領（1977年 - 1981年）                                    |
| ポール・ウェルストーン      | 1991年 - 2002年                 |                                                                                    |
| エイミー・クロブシャー      | 2007年 -                        | ミネソタ州ヘネピン郡地方検事（1999年 - 2007年）                                    |
| アル・フランケン            | 2009年 - 2018年                 |                                                                                    |
| ティナ・スミス              | 2018年 -                        | 第48代ミネソタ州副知事（2015年 - 2018年）                                          |

### 連邦下院議員
| 氏名                             | 在任期間        | 備考                                            |
| -------------------------------- | --------------- | ----------------------------------------------- |
| ロバート・セルマー・バーグランド | 1971年 - 1977年 | 第20代アメリカ合衆国農務長官（1977年 - 1981年） |
| ティム・ペニー                   | 1983年 - 1995年 | ミネソタ州上院議員（1977年 - 1983年）           |
| キース・エリソン                 | 2007年 - 2019年 | ミネソタ州下院議員（2003年 - 2007年）           |
| イルハン・オマル                 | 2019年 -        | ミネソタ州下院議員（2017年 - 2019年）           |